# Treycovagnes
Treycovagnes is een gemeente en plaats in het Zwitserse kanton Vaud, en maakt deel uit van het district Jura-Nord vaudois.
Treycovagnes telt 475 inwoners.

## Externe link

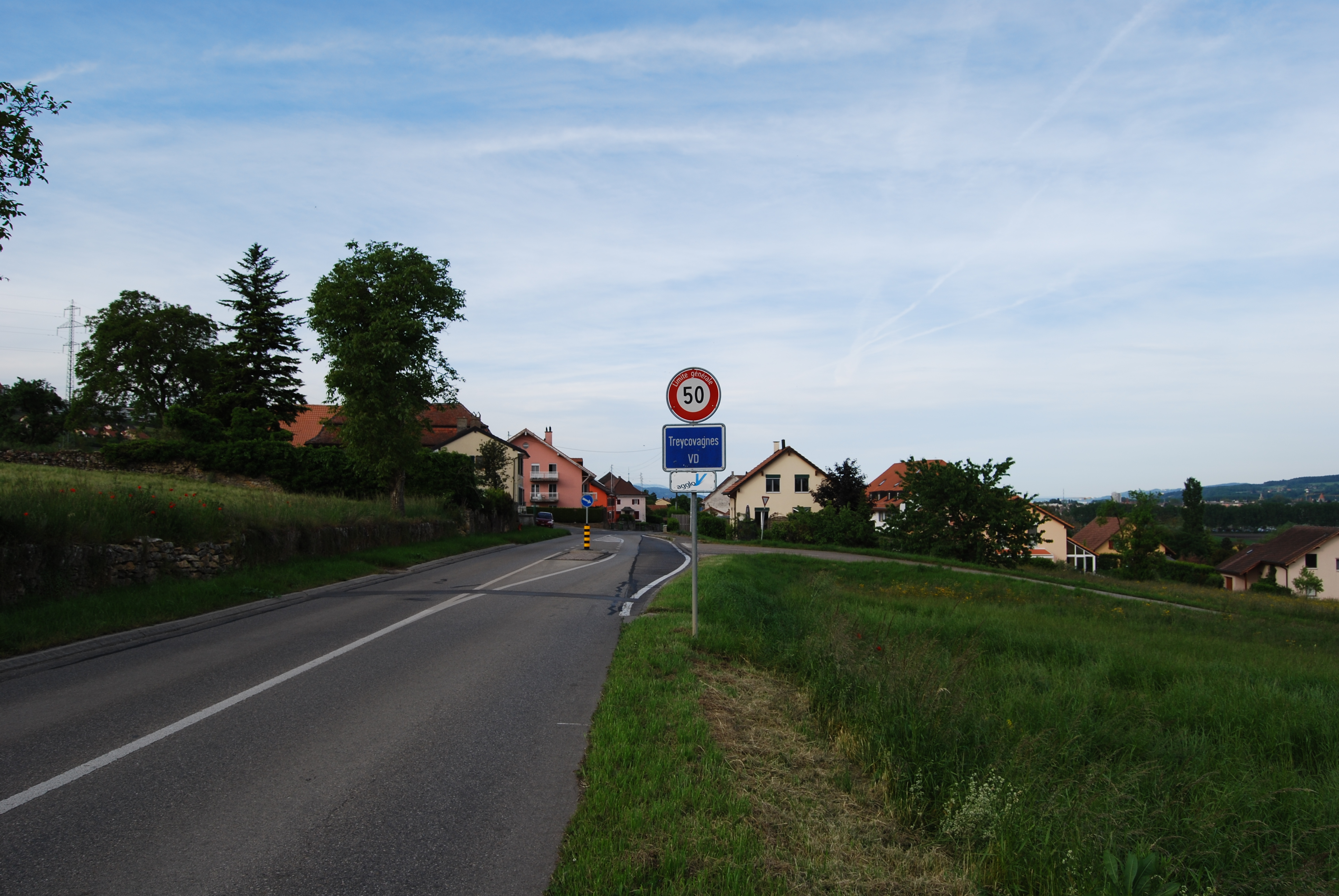
Treycovagnes